# Willem Nijholt
Willem Adrianus Nijholt (Gombong (Midden-Java), 19 juli 1934 – Amsterdam, 23 juni 2023) was een Nederlands acteur, danser en zanger. De laatste jaren van zijn loopbaan was hij ook actief als jurylid, docent en begeleider van jong talent. 

## Levensloop

### Jeugdjaren
Willem Nijholt werd in Gombong op Java geboren als zoon van de KNIL-instructeur Jan Nijholt en Wilhelmina Sophia Maria Arntz. Op zijn achtste kwam hij in het jappenkamp Bangkong bij Semarang op midden-Java terecht, wat voor de rest van zijn leven een diep litteken naliet. Op zijn veertiende zag hij zijn vader terug, die door de Japanners aan de Birmaspoorweg te werk was gesteld. Na de Tweede Wereldoorlog, in 1946, verliet het gezin het toenmalige Nederlands-Indië met de Oranje en vestigde zich in Millingen aan de Rijn, het geboortedorp van zijn moeder. Zijn moeder moest door de gevolgen van het jappenkamp meteen in het ziekenhuis (gasthuis) aldaar opgenomen worden.

### Totok
Hoewel hij werd geboren in Nederlands-Indië en een duidelijk Indisch accent had, was hij afkomstig van puur Nederlandse ouders: zijn vader werd geboren in Oldemarkt, en zijn moeder in Millingen aan de Rijn. Vader Jan was sergeant-majoor in het KNIL. Hij was dus, in tegenstelling tot wat velen denken, geen Indo maar een totok.

### Carrière
Willem Nijholt volgde tijdelijk in Nijmegen de HBS, ging korte tijd bij de marine en meldde zich op zijn 23ste aan voor de Academie voor Theater en Dans. Zijn moeder zou hem tot zijn teleurstelling nooit op de planken zien staan, omdat zij al in 1959 overleed. Hij werd eens verliefd op Gerard Reve, die hem afwees. In 1962 speelde hij een rol in Reves toneelstuk Commissaris Fennedy. Bij de première kreeg hij een exemplaar van het boek, met persoonlijke opdracht van de schrijver. Zijn brieven aan Reve zijn gebundeld in 'Met Niets Begonnen'. In 1964 vertolkte hij eenmalig de rol van Hoofdpiet tijdens de landelijke Sinterklaasintocht in Hoorn. 
Hij werkte in de zeventiger jaren mee aan het televisieprogramma Oebele. Aan het begin van zijn carrière werkte hij bij en met Wim Sonneveld en Conny Stuart. In 1974 speelde hij het personage Theo van Oudijck in de tv-serie De Stille Kracht, met Pleuni Touw als tegenspeelster. Hun beider naaktscène maakte toen een grote indruk. Verder speelde hij een hoofdrol als Ben van Rooyen in de serie De Kris Pusaka uit 1977.

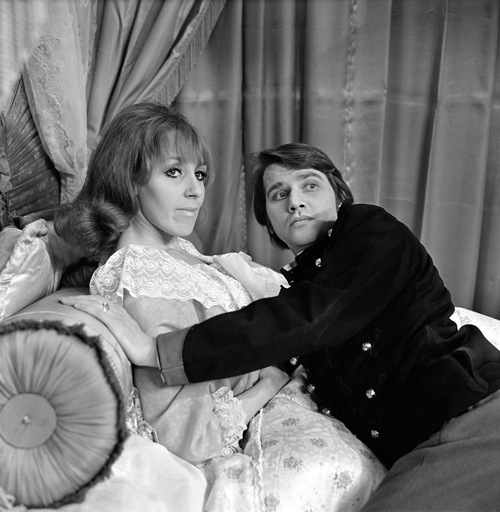
Carola Gijsbers van Wijk en Willem Nijholt in Hadimassa (1968)

In 1977 werd hij onderscheiden met de Johan Kaartprijs.
In 1979-80 zond de KRO het liedjesprogramma Kun je nog zingen, zing dan mee uit, met onder anderen Wieteke van Dort en Willem Nijholt. In 1978 verscheen hiervan een lp met liedjes uit het voornoemde programma.
In 1980 en 1981 presenteerde hij de eerste twee afleveringen van Kinderen voor Kinderen. In 1981 speelde hij een spraakleraar in het stuk Kinderen van een mindere God. Hij werd gevraagd deze rol ook in Londen te spelen, maar nam het aanbod niet aan.
In 1989 speelde hij in Alaska, de eindexamenfilm aan de Nederlandse Film en Televisie Academie van regisseur Mike van Diem.
Hij speelde in musicals als Wat een planeet en Foxtrot van Annie M.G. Schmidt.
In de musical Miss Saigon speelde hij in 1996 de regelaar. Zijn veelzijdigheid leidde hem tot werk in musicals, shows, liedjesprogramma's, langspeelplaten en cabaretvoorstellingen. 
In 2002 nam hij afscheid van de musical. In 2004 speelde hij zijn laatste toneelrol en 2005 was het jaar waarin hij zijn laatste filmrol speelde. In zijn keuzes voor rollen, shows en liedjes richtte hij zich nu eens op een volwassen publiek, dan weer op een specifiek jeugdig publiek. 
Vanaf 2008 hield hij zich in Nijmegen als artistiek adviseur bezig met de theateropleiding onder zijn naam, de 'Willem Nijholt Academie (WNA) voor Musical- en Muziektheater'. Medio 2011 werden de banden met deze opleiding verbroken.
In de reeks Op zoek naar ... (Op zoek naar Evita, Op zoek naar Joseph, Op zoek naar Mary Poppins en Op zoek naar Zorro) was Nijholt jurylid. 
Zijn laatste televisierol was in 2013 toen hij meespeelde in de serie Penoza II. In 2018 gaf hij aan te stoppen met publieke optredens. Nijholt woonde in Frankrijk. In 2018 keerde hij echter toch terug op het podium met zijn bijdrage aan De Indië Monologen. De theateravond, handelend over Nederlands-Indië, liep tot mei 2019. Nijholt was hier in totaal zevenmaal te gast.
Nijholt overleed in juni 2023 op 88-jarige leeftijd in zijn slaap.

## Necrologie
- Hein Janssen, 'Willem Nijholt (1934-2023), Acteur die excelleerde op het hoogste niveau', de Volkskrant, 26 juni 2023, p. 23

## Prijzen en eerbetoon
In 1989 ontving hij uit handen van Guido de Moor (met wie hij samen aan de Academie voor Theater en Dans begon) de Paul Steenbergen-penning, die hij in 2002 doorgaf aan Pierre Bokma.
In 1999 werd hij benoemd tot Officier in de Orde van Oranje-Nassau.
Sinds 29 april 2011 was hij Ridder in de Orde van de Nederlandse Leeuw.

## Werk

### Boeken
- Met niks begonnen : correspondentie, met Gerard Reve, 1997
- Met bonzend hart : brieven aan Hella Haasse, autobiografie, 2011[10]
- Een ongeduldig verlangen : herinneringen, 2016

### Theater
- Irma la Douce (musical, 1961) – Douceur
- Commissaris Fennedy (1962, van Gerard Reve)
- Voor engelen geen automaten (1963, van Dario Fo) – Guilio
- Cyrano (1963)
- Een verwarrend nachtje (1966)
- De Stunt (1967) – Nero Blijdenstijn
- Gastacteur bij Nieuw Rotterdams Toneel (1968)
- Theatershow Wim Sonneveld, Corrie van Gorp en Willem Nijholt (1971)
- Kwartet voor twee (1973, van Michael Frayn)
- Wat een planeet (1974, van Annie M.G. Schmidt)
- Een kannibaal als jij en ik (1975, van Neerlands Hoop)
- Foxtrot (1977–1978, van Annie M.G. Schmidt) – Jules
- Alle laatjes open (1979)
- Onder de vlag van Hollywood (musical, 1980)
- Kinderen van een mindere God (1981)
- De Willem Nijholt Show (1985)
- Publiek (musical, 1986, van Seth Gaaikema)
- Memoires: Het leven van Sarah Bernhardt (1988) – Pitou
- Cabaret (musical, 1989) – Master of Ceremonies
- Private Lives (1991, van Noël Coward)
- De Markiezin (1992, van Noël Coward)
- Later is te laat (1994–1995, van Noël Coward)
- You're the Top (1995–1996)
- Miss Saigon (1996–?) – De Regelaar
- En nu wij (1999)
- Oliver! (musical, 1999–2000) – Fagin
- Lied in de schemering (2002, van Noël Coward)
- Musicals in Ahoy' (2002) – solist
- Richard Rodgers Songbook (2002)
- Een man om op te vreten (2003–2004, van Debbie Isset)
- Perfect Wedding (2007–2008)
- De Indië Monologen (2018–2019)

Verder speelde hij in Tartuffe, De Olifantsman, De Val en Amadeus.

### Televisieseries
- Bas Boterbloem – postbode (afl. 1.10, 1961)
- Rikkel Nikkel – vijandelijke soldaat (afl. "2e deel", 1961)
- Jejawi's (1967), televisieshow van Rob Touber met Jenny Arean en Jacco van Renesse
- Joop ter Heul (miniserie, 1968) – rol onbekend
- Oebele (1968–1971) – Koen de Graaf
- Televisieshow bij VPRO (1969), van Rob Touber
- Die Journalistin (1971) – Sam Bennit (afl. "Interview in Amsterdam", 1971)
- Waaldrecht (1974) – Ivo (afl. "Spreken is goud", 1974)
- De Stille Kracht (miniserie, 1974) – Theo van Oudijck
- Durmazon (miniserie, 1974) – rol onbekend
- Kunt u mij de weg naar Hamelen vertellen, mijnheer? – Clovis van Wamp (6 afl., 1975–1976)
- Pleisterkade 17 (1975–1977) – Gilbert
- De Kris Pusaka (miniserie, 1977–1978) – Ben van Rooyen
- Kinderen voor Kinderen (1980–1981) – presentator
- Mata Hari (miniserie) – Ladoux (2 afl., 1981)
- Willem van Oranje (miniserie, 1984) – Filips II, Koning van Spanje
- Het bloed kruipt – Thomas Rijssenbeek (afl. "De afrekening", 1985)
- Reagan: Let's Finish the Job – Frank Sinatra (afl. 1.4, 1986)
- Twee mensen – rol onbekend (afl. onbekend, 1987)
- Bij nader inzien (miniserie, 1991) – David (oud)
- Oog in oog – Ewout Lorentz (afl. onbekend, 1994)
- Een huis in Jerusalem – Willem (afl. onbekend, 1995)
- Het zonnetje in huis – Aldo de Waerd (afl. "Doe maar alsof je thuis bent", 2003)
- Op zoek naar ... (2007–2011)
- Penoza – Henk Ooms (10 afl., 2012–2013)
- 24 uur met... (2013) – gast

### Films
- De huzaren (televisiefilm, 1960) – Raphael
- Vliegtuig in gevaar (televisiefilm, 1963) – tweede balie-employé
- Schuld en boete (televisiefilm, 1963) – student Koch
- Die vrouwtjes van de wereld (kortfilm, 1963) – Gigolet
- Majoor Barbara (televisiefilm, 1964) – Charles Lomax
- De geweren van vrouw Carrar (televisiefilm, 1968) – rol onbekend
- Daniël (1971) – rol onbekend
- 'n Zomerzotheid (televisiefilm, 1972) – Robbert Padt van Heijendaal
- Woyzeck (televisiefilm, 1972) – rol onbekend
- Eva Bonheur (televisiefilm, 1972) – Nanning Storm
- Alles is niks (kortfilm, 1978) – rol onbekend
- Een kannibaal als jij en ik (televisiefilm, 1979) – rol onbekend
- Hans, het leven voor de dood (documentaire, 1983) – zichzelf
- Ciske de Rat (1984) – oom Henri
- Een sneeuw (televisiefilm, 1985) – Frederik
- Het Grote Verhaal van Winnie de Poeh (1986) — Verteller
- Havinck (1987) – advocaat Havinck
- Alaska (1989) – Mario's baas
- Op afbetaling (televisiefilm, 1992) – Krynie Woudema
- De nietsnut (televisiefilm, 1992) – rol onbekend
- Wie aus weiter Ferne (televisiefilm, 1994) – Jules Coulée
- Respect (televisiefilm, 1994) – Ewout Lorentz
- Hoogste tijd (1995) – Etienne
- Gestolen uren (televisiefilm, 1995) – Philip Muller
- Thuisfront (televisiefilm, 1998) – Martin
- Unter den Palmen (1999) – Willem
- Maten (televisiefilm, 1999) – hoofdofficier Meesingh
- De vriendschap (2001) – Gijsbrecht van der Zee
- Pietje Bell (2002) – krantenmagnaat Stark
- Pietje Bell 2: De Jacht op de Tsarenkroon (2003) – krantenmagnaat Stark
- De Griezelbus (2005) – reisleider / graaf Vlapono

### Overig
- De brief voor de koning van Tonke Dragt (voorlezer audioboek)
- Pietje Bell van Chris van Abkoude (voorlezer audioboek)
- De Koempoelan van Tante Lien (1981) met Wieteke van Dort